# آتشفشان تولهواکا
آتشفشان تولهواکا (به اسپانیایی: Volcán Tolhuaca) یک کوه و آتشفشان در شیلی است که در مایکو واقع شده‌است. آتشفشان تولهواکا ۲٬۸۰۶ متر بالاتر از سطح دریا واقع شده‌است.